# Vicente Padilla
Vicente Padilla (født 27. september 1977 i Chinandega, Nicaragua) er en professionel baseballspiller, en højrehåndet pitcher i Major League Baseball. Han er kendt for sin 96 mph (154 km/t) hurtige fastball og sin dræbende curveball. Fra og med 2006-sæsonen spiller han for Texas Rangers. Han har tidligere spillet for Arizona Diamondbacks og for Philadelphia Phillies.
Padilla blev byttet fra Diamondbacks til Phillies den 26. juli 2000 sammen med tre andre spillere for pitcher Curt Schilling. I 2002 var Padilla med på National League All-Star holdet og havde en statistik på 14 vundne og 11 tabte kampe med en 3,28 earned run average (ERA, se baseballstatistikker). Han blev dog ofte kritiseret for ikke at tænke sig om på kastehøjen og for at være for stædig og spilde sit store talent.  Padilla var skadet i dele af 2004- og 2005-sæsonerne og endte med 16 vundne kampe og 19 tabte for de to sæsoner kombineret.
Indtil 2006 er Padillas samlede statistik 51–51 med en ERA på 3,95 i 194 kampe gennem 7 sæsoner fra 1999 til 2005. Før 2006-sæsonen blev Padilla byttet til Texas Rangers for Ricardo Rodriguez efter en forholdsvis skuffende 2005-sæson hos Philadelphia Phillies.
Han har en fanklub som kalder sig "Padilla's Flotilla".
Padilla har tjent 6,7 millioner amerikanske dollar som professionel baseballspiller til og med 2005-sæsonen.